# Ulrich Abel (Naturwissenschaftler)
Ulrich R. Abel (* 23. Januar 1952 in Duisburg) ist ein deutscher Humanbiologe und Epidemiologe,
der sich auf Biostatistik spezialisiert hat.

## Beruflicher Werdegang
Abel legte sein Abitur am 19. Juni 1970 am Städtischen Gymnasium Gerresheim in Düsseldorf ab. Daraufhin studierte er zwischen 1970 und 1972 Mathematik und Physik an der Universität Düsseldorf, wo er ebenfalls seine Vordiplomprüfungen ablag. Daraufhin studierte er bis 1975 Mathematik an der Technischen Hochschule Hannover und schloss dieses Studium 1975 mit der Diplomprüfung ab. Sein Nebenfach war dabei Physik. In den Jahren 1976/77 studierte Abel daraufhin Philosophie an der Université de Provence in Aix-en-Provence. Dieses Studium schloss er mit seiner Promotion 1977 ab.
1986 legte er eine weitere Promotion in der Humanbiologie an der Medizinischen Hochschule Hannover ab. 1989 habilitierte er in den Fächern Epidemiologie und Biometrie an der Fakultät für theoretische Medizin an der Universität Heidelberg.
Zwischen Oktober 1977 und Juni 1980 war er dann als wissenschaftlicher Assistent in der Fakultät für Angewandte Mathematik an der Universität Bielefeld. Anschließend war er bis 2009 als Biostatistiker am Tumorzentrum Heidelberg/Mannheim tätig. Seit 2006 arbeitet er als Biostatistiker am Nationalen Centrum für Tumorerkrankungen in Heidelberg.
1998 wurde er zum außerplanmäßigen Professor an der Universität Heidelberg ernannt.

## Schriften
- Epidemiologie des Krebses – Aspekte der Aussagekraft und Anwendbarkeit von Krebsinzidenz- und -mortalitätsraten. Profil-Verlag, München 1986 ISBN 978-3890191638
- Die zytostatische Chemotherapie fortgeschrittene epithelialer Tumoren – eine kritische Bestandsaufnahme. Hippokrates-Verlag, Stuttgart 1990 ISBN 978-3777309675
- Die Bewertung diagnostischer Tests. Hippokrates-Verlag, Stuttgart 1993 ISBN 978-3777310794

## Auszeichnungen und Ehrungen
- 1971–1977: Stipendien der Studienstiftung des deutschen Volkes[1]
- 1985: Johann-Georg-Zimmermann-Medaille der Medizinischen Hochschule Hannover[1] für sein Buch Epidemiologie des Krebses – Aspekte der Aussagekraft und Anwendbarkeit von Krebsinzidenz- und -mortalitätsraten[2]
- 1991: Förderpreis des Instituts für Standardisierung und Dokumentation im Medizinischen Laboratorium e. V. (INSTAND)[1]
- 1991: Ernst-Krokowski-Preis der Gesellschaft für biologische Krebsabwehr[1]